# Alberto Soggin
Jan Alberto Soggin (Lucca, 10 marzo 1926 – Roma, 27 ottobre 2010) è stato un biblista italiano, pastore valdese, noto in ambito internazionale come esegeta dell'Antico Testamento. Ha insegnato alla Sapienza, alla Facoltà valdese di teologia e all'Università di Buenos Aires.